# Newcastle (Zuid-Afrika)
Newcastle (officieel Newcastle Local Municipality) is een stad en gemeente in het Zuid-Afrikaanse district Amajuba.
Newcastle ligt in de provincie KwaZoeloe-Natal en telt 363.236 inwoners.

## Hoofdplaatsen
Het nationaal instituut voor de statistiek, Stats SA, deelt sinds de census 2011 deze gemeente in in 24 zogenaamde hoofdplaatsen (main place):
Alcockspruit • Blaauwbosch Laagte • Cavan • Charlestown • Claremont • Dicks Halt • Fulathela North • Inverness • Jakkalspan • Jobstown • Johnstown • Leslie • Madadeni • Manzana • Masondale • Mndozo • Muiskraal • Newcastle • Newcastle NU • Ngagane • Ngagane Colliery • Osizweni • Suspense • Taum.